# Delomys sublineatus
Delomys sublineatus és una espècie de mamífer rosegador de la família dels cricètids. És endèmic de la costa atlàntic del sud-est del Brasil, on viu a altituds de fins a 500 msnm. El seu hàbitat natural són els boscos. Està amenaçat per la destrucció i fragmentació del seu medi. El seu nom específic, sublineatus, significa ‘subratllat’ en llatí.